# さいたま市立大門小学校
さいたま市立大門小学校（さいたましりつ だいもんしょうがっこう）は、埼玉県さいたま市緑区にある公立小学校。

## 沿革
- 1873年（明治6年）5月5日 - 大門学校として創立 (校舎は大興寺を仮用）。
- 1941年（昭和16年）4月1日 - 大門尋常高等小学校を大門国民学校と改称。
- 1947年（昭和22年）4月11日 - 大門村立大門小学校と改称。
- 1956年（昭和31年）4月1日 - 町村合併により美園村立大門小学校と改称。
- 1962年（昭和37年）5月1日 - 浦和市、川口市に分割合併となり、旧大門の大部分と旧野田村とが浦和市に合併。校名を浦和市立大門小学校と改称。
- 1979年（昭和54年）4月21日 - 鉄筋4階建て校舎を新設。
- 1980年（昭和55年）5月1日 - 体育館が完成。
- 2001年（平成13年）5月1日 - さいたま市誕生により、さいたま市立大門小学校に改称。
- 2022年（令和4年）5月5日 - 開校150周年。